# ایرشر شرقی
ایرشر شرقی (به انگلیسی: East Ayrshire) یک شهرستان در بریتانیا است که در اسکاتلند واقع شده‌است.
این شهرستان ۱٬۲۶۲ کیلومتر مربع مساحت و ۱۲۳٬۰۰۰ نفر جمعیت دارد.